# Paul Audfray
Paul Audfray est un artiste peintre né le 17 août 1893 à Angers et mort dans cette même ville le 14 juillet 1957,. 
Paul Audfray réalise le monument aux morts de l'église de Sainte-Gemmes-d'Andigné entre 1923 et 1928. Le musée des beaux-arts d'Angers conserve un Nu peint en 1937.